# La Regeneración (Madrid)
La Regeneración fue un periódico editado en la ciudad española de Madrid entre 1855 y 1874, durante el reinado de Isabel II y el Sexenio Democrático.

## Historia
El primer número del periódico, editado en Madrid, habría aparecido el 1 de enero de 1855, en pleno Bienio Progresista, aunque el primer ejemplar que Hartzenbusch vio fue el 1.418, del 1 de enero de 1860, por entonces impreso en la imprenta de La Regeneración, con cuatro páginas de 0,381x0,284 m. Hartzenbusch deja constancia de que a finales de 1870 seguía publicándose, por entonces con unas dimensiones de 0,431x0,302 m. Dejaría de publicarse en enero de 1874.

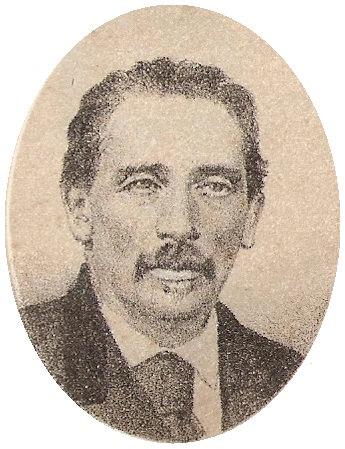
José Canga Argüelles

La Regeneración fue fundada por Felipe Canga-Argüelles y Ventades y dirigida por su hijo José Canga Argüelles, Miguel Sánchez Pinillos, Antonio Juan de Vildósola, Juan Antonio Almela y Federico Salidas. Entre sus redactores se encontraron nombres como los de Serafín Álvarez, Florencio Gamayo, Francisco Peral de Cuevas, Mariano Riera e Isidro Ruiz Albornoz. También contribuyeron en sus páginas José Gras y Granollers y Antonio Aparisi y Guijarro (cuyas obras completas fueron editadas por la imprenta de La Regeneración), entre otros muchos. 
De ideología absolutista y neocatólica, el periódico es encuadrado por Seoane en la prensa de «extrema derecha» de la época y asociado a posturas teocráticas. Fue uno de los principales continuadores de los postulados de Jaime Balmes. Bajo su cabecera tenía por lema «católicos antes que políticos; políticos en tanto cuanto la política conduzca al triunfo práctico del catolicismo». Desde 1866 llevó el subtítulo de «Periódico católico-monárquico». Acercó posiciones al legitimismo carlista, al que se adhirió tras la revolución de 1868. En diciembre de 1869 fue amenazado su director de muerte si seguía combatiendo la candidatura del duque de Montpensier al trono de España.
Desde que Vildósola asumió la dirección en 1868, sufrió muchos procesos judiciales que afectaron su estado de salud, por lo que tuvo que en 1870 abandonó el cargo. Su sucesor, Juan Antonio Almela, llegaría a ser encarcelado durante aproximadamente un año por injurias al rey por un artículo que escribió en el diario en el que calificaba a Amadeo de Saboya como «hijo de un excomulgado» e «hijo del carcelero del Papa y verdugo del catolicismo».
Desencantado con Don Carlos por el nombramiento de Cándido Nocedal como presidente de la Junta Central católico-monárquica a principios de 1872, José Canga Argüelles se separó del partido carlista, y Ramón Vinader pasó a ocupar la dirección de La Regeneración.
El diario fue suspendido el 4 de enero de 1874, tras el golpe de Estado de Pavía, junto con el resto de la prensa carlista y cantonal.